# ريتشارد شليزنغر (تنس)
ريتشارد شليزنغر (بالإنجليزية: Richard Schlesinger)‏ مواليد 23 سبتمبر 1900 في فيكتوريا، هو لاعب كرة مضرب أسترالي سابق بدأ مسيرته كمحترف سنة 1923 وكان يلعب باليد اليمنى، اعتزل اللعب في 1933.

## النهائيات

### الفردي: الوصافة 2
| السنة | البطولة                       | الأرضية | المنافس في النهائي | النتيجة في النهائي      |
| 1924  | بطولة أستراليا المفتوحة للتنس | عشبية   | جيمس أندرسون       | 3–6, 4–6, 6–3, 7–5, 3–6 |
| 1929  | بطولة أستراليا المفتوحة للتنس | عشبية   | كولن غريغوري       | 2–6, 2–6, 7–5, 5–7      |

## روابط خارجية
- ريتشارد شليزنغر على موقع رابطة محترفي التنس (الإنجليزية)
- ريتشارد شليزنغر على موقع الاتحاد الدولي لكرة المضرب (الإنجليزية)
- ريتشارد شليزنغر على موقع كأس ديفيز (الإنجليزية)
- ريتشارد شليزنغر على موقع خلاصة التنس.كوم (الإنجليزية)